# Еліптичні функції Абеля
У математиці еліптичні функції Абеля — це частинний випадок еліптичних функцій, які були дослідженні норвезьким математиком Нільсом Генріком Абелем. Свою статтю "Recherches sur les Fonctions elliptiques" він опублікував у журналі Крейля у 1827 році. Це була перша робота з еліптичних функцій, яка була дійсно опублікована. Робота Абеля про еліптичні функції також вплинула на дослідження Якобі про еліптичні функції, книга "Fundamenta nova theoriae functionum ellipticarum" якого, опублікована в 1829 році, стала стандартною роботою з еліптичних функцій.

## Історія
Відправною точкою Абеля були еліптичні інтеграли, які були дуже детально вивчені Андрієм-Марі Ленджанром. Він почав свої дослідження в 1823 році, коли був іще студентом. Зокрема, він розглядав їх як функції комплексної змінної, які на той час були ще в зародковому стані. У наступні роки Абель продовжував досліджувати ці функції. Він також намагався узагальнити їх на функції з іще більшою кількістю періодів, але, здається, не поспішав публікувати свої результати.
Але на початку 1827 року він написав свою першу велику статтю "Recherches sur les fonctions elliptiques" про свої відкриття. Наприкінці того ж року йому стало відомо про Карла Густава Якобі та його роботи про нові перетворення еліптичних інтегралів. Потім Абель завершив другу частину своєї статті про еліптичні функції і в додатку показав як легко отримати результати про перетворення Якобі. Коли він пізніше побачив наступну публікацію Якобі, де той використовує еліптичні функції для доведення своїх результатів, не цитуючи Абеля, то норвезький математик зрозумів, що веде боротьбу з Якобі за пріоритет. Він завершує декілька нових статей щодо суміжних проблем, тепер вперше датуючи їх, але помирає менше ніж через рік, у 1829 році. Тим часом Якобі завершує свою велику роботу Fundamenta nova theoriae functionum ellipticarum про еліптичні функції, яка публікується у цьому ж році у вигляді книги. У підсумку це визначило стандартний вигляд еліптичних функцій у наступні роки.

## Виведення з еліптичних інтегралів
Розглянемо еліптичний інтеграл першого роду в наступній симетричній формі:
{\displaystyle {\begin{aligned}\alpha (x):=\int _{0}^{x}{\frac {{\rm {d}}x}{\sqrt {(1-c^{2}t^{2})(1+e^{2}t^{2})}}},\quad {\text{де}}\quad c,e\in \mathbb {R} .\end{aligned}}}
{\displaystyle \alpha } є непарною зростаючою функцією на інтервалі {\displaystyle {\big [}{-}{\tfrac {1}{c}},{\tfrac {1}{c}}{\big ]}} з максимумом:
{\displaystyle {\frac {\omega }{2}}:=\int _{0}^{1/c}{\frac {{\rm {d}}x}{\sqrt {(1-c^{2}t^{2})(1+e^{2}t^{2})}}}.}
Це означає, що функція {\displaystyle \alpha } є оборотною: існує функція {\displaystyle \varphi } така, що {\displaystyle x=\varphi (\alpha (x))}, яка визначена на інтервалі {\displaystyle {\big [}{-}{\tfrac {\omega }{2}},{\tfrac {\omega }{2}}{\big ]}}. 
Як і функція {\displaystyle \alpha }, вона залежить від параметрів {\displaystyle c} і {\displaystyle e}, які можна виразити, записавши {\displaystyle \varphi (u;e;c)}.
Оскільки {\displaystyle \alpha } є непарною функцією, то {\displaystyle \varphi } також є непарною функцією, тобто {\displaystyle \varphi (-u)=-\varphi (u)}.
Взявши похідну відносно {\displaystyle u}, отримуємо
{\displaystyle \varphi '(u)={\sqrt {(1-c^{2}\varphi ^{2}(u))(1+e^{2}\varphi ^{2}(u))}},}
яка є парною функцією, тобто {\displaystyle \varphi (-u)=\varphi (u)}.
Абель представив нові функції
{\displaystyle f(u)={\sqrt {1-c^{2}\varphi ^{2}(u)}},\quad F(u)={\sqrt {1+e^{2}\varphi ^{2}(u)}}.}
Таким чином, 
{\displaystyle \varphi '(u)=f(u)F(u).}
{\displaystyle \varphi }, {\displaystyle f} та {\displaystyle F} — функції, відомі як еліптичні функції Абеля.
Їх можна продовжити за допомогою теорем додавання. Наприклад, додавши {\displaystyle \pm {\tfrac {1}{2}}\omega }, отримуємо
{\displaystyle {\begin{aligned}&\varphi \left(u\pm {\frac {\omega }{2}}\right)=\pm {\frac {1}{c}}{\frac {f(u)}{F(u)}},\\&f\left(u\pm {\frac {\omega }{2}}\right)=\mp {\sqrt {c^{2}+e^{2}}}{\frac {\varphi (u)}{F(u)}},\\&F\left(u\pm {\frac {\omega }{2}}\right)={\frac {\sqrt {c^{2}+e^{2}}}{c}}{\frac {1}{F(u)}}.\end{aligned}}}

## Комплексне розширення
Функцію {\displaystyle \varphi } можна продовжити на чисто уявні числа за допомогою заміни {\displaystyle t\to {\rm {i}}t}. Як результат отримуємо {\displaystyle x{\rm {i}}=\varphi (\beta {\rm {i}})}, де
{\displaystyle \beta (x)=\int _{0}^{x}{\frac {{\rm {d}}x}{\sqrt {(1+c^{2}t^{2})(1-e^{2}t^{2})}}}.}
{\displaystyle \beta } є зростаючою функцією на інтервалі {\displaystyle {\big [}{-}{\tfrac {1}{e}},{\tfrac {1}{e}}{\big ]}} з максимумом
{\displaystyle {\frac {\tilde {\omega }}{2}}:=\int _{0}^{1/e}{\frac {{\rm {d}}x}{\sqrt {(1+c^{2}t^{2})(1-e^{2}t^{2})}}}.}
Це означає, що функції {\displaystyle \varphi }, {\displaystyle f} і {\displaystyle F} відомі вздовж дійсної та уявної осей.
Знову використовуючи теореми додавання, їх можна розширити на комплексну площину.
Наприклад, для {\displaystyle \alpha \in {\big [}{-}{\frac {\omega }{2}},{\frac {\omega }{2}}{\big ]}} отримаємо
{\displaystyle {\begin{aligned}\varphi \left(\alpha +{\frac {1}{2}}{\tilde {\omega }}{\rm {i}}\right)&={\frac {\varphi (\alpha )f\left({\frac {1}{2}}{\tilde {\omega }}{\rm {i}}\right)F\left({\frac {1}{2}}{\tilde {\omega }}{\rm {i}}\right)+\varphi \left({\frac {1}{2}}{\tilde {\omega }}{\rm {i}}\right)f(\alpha )F(\alpha )}{1+c^{2}e^{2}\varphi ^{2}(\alpha )\varphi ^{2}\left({\frac {1}{2}}{\tilde {\omega }}{\rm {i}}\right)}}\\&={\frac {{\frac {\rm {i}}{e}}f(\alpha )F(\alpha )}{1+c^{2}e^{2}\varphi ^{2}(\alpha ){\frac {{\rm {i}}^{2}}{e^{2}}}}}={\frac {\rm {i}}{e}}{\frac {f(\alpha )F(\alpha )}{1-c^{2}\varphi ^{2}(\alpha )}}\\&={\frac {\rm {i}}{e}}{\frac {f(\alpha )F(\alpha )}{f^{2}(\alpha )}}={\frac {\rm {i}}{e}}{\frac {F(\alpha )}{f(\alpha )}}.\end{aligned}}}

## Подвійна періодичність і полюси
Періодичність функцій {\displaystyle \varphi }, {\displaystyle f} та {\displaystyle F} можна показати за допомогою багатократного використання теорем додавання.
Усі три функції є подвійно періодичними, тобто мають два {\displaystyle \mathbb {R} } -лінійно незалежні періоди на комплексній площині:
{\displaystyle \varphi (\alpha +2\omega )=\varphi (\alpha )=\varphi (\alpha +2{\tilde {\omega }}{\rm {i}})=\varphi (\alpha +\omega +{\tilde {\omega }}{\rm {i}}),}
{\displaystyle f(\alpha +2\omega )=f(\alpha )=f(\alpha +{\tilde {\omega }}{\rm {i}}),}
{\displaystyle F(\alpha +\omega )=F(\alpha )=F(\alpha +2{\tilde {\omega }}{\rm {i}}).}
Полюси функцій {\displaystyle \varphi (\alpha )}, {\displaystyle f(\alpha )} і {\displaystyle F(\alpha )} знаходяться в точках
{\displaystyle \alpha ={\big (}m+{\tfrac {1}{2}}{\big )}\omega +{\big (}n+{\tfrac {1}{2}}{\big )}{\tilde {\omega }}{\rm {i}},\quad {\text{для}}\quad m,n\in \mathbb {Z} .}

## Зв'язок з еліптичними функціями Якобі
Еліптичні функції Абеля можна виразити через еліптичні функції Якобі, які не залежать від параметрів {\displaystyle c} і {\displaystyle e}, але залежать від модуля {\displaystyle k}:
{\displaystyle {\begin{aligned}&\varphi (u;c,e)={\frac {1}{c}}\operatorname {sn} (cu,k),\\&f(u;c,e)=\operatorname {cn} (cu,k),\\&F(u;c,e)=\operatorname {dn} (cu,k).\end{aligned}}}
де {\displaystyle k={\dfrac {{\rm {i}}e}{c}}}

## Теореми додавання
Для функцій {\displaystyle \varphi }, {\displaystyle f} і {\displaystyle F} справедливі наступні теореми додавання:
{\displaystyle {\begin{aligned}&\varphi (\alpha +\beta )={\frac {\varphi (\alpha )f(\beta )F(\beta )+\varphi (\beta )f(\alpha )F(\alpha )}{R}},\\&f(\alpha +\beta )={\frac {f(\alpha )f(\beta )-c^{2}\varphi (\alpha )\varphi (\beta )F(\alpha )F(\beta )}{R}},\\&F(\alpha +\beta )={\frac {F(\alpha )F(\beta )+e^{2}\varphi (\alpha )\varphi (\beta )f(\alpha )f(\beta )}{R}}.\end{aligned}}}
де {\displaystyle R=1+c^{2}e^{2}\varphi ^{2}(\alpha )\varphi ^{2}(\beta )}.
Вони випливають з теорем додавання для еліптичних інтегралів, які довів Ейлер.